# Os Mutantes: Caminhos do Coração
Os Mutantes: Caminhos do Coração é uma telenovela brasileira produzida e exibida pela Record entre 3 de junho de 2008 e 23 de março de 2009 em 242 capítulos, substituindo Caminhos do Coração e antecedendo Mutantes: Promessas de Amor, sendo a segunda parte da trilogia. É a 11.ª novela exibida pela emissora desde a retomada da dramaturgia em 2004. Foi escrita por Tiago Santiago, com colaboração de Altenir Silva, Doc Comparato, Gibran Dipp, Maria Cláudia Oliveira, e Waldir Leite, sob direção de Daniel Ghivelder, Guto Arruda Botelho, Hamsa Woo, Pollyana Silva, Vicente Barcellos e Vivianne Jundi e direção geral de Alexandre Avancini.
Conta com Bianca Rinaldi, Leonardo Vieira, Julianne Trevisol, Maytê Piragibe, Marcos Pitombo, Juan Alba, Tuca Andrada e Ittala Nandi nos papéis principais.

## Produção

Nathália Guimarães durante as gravações com e sem efeitos visuais.

Em 19 de março de 2008 foi anunciado que Caminhos do Coração ganharia uma continuação, a qual estrearia logo na sequência, impulsionada pela boa recepção da audiência e aos pedidos do público. Antes da continuação ser confirmada, a programação era de que uma novela de Lauro César Muniz substituiria Caminhos do Coração, porém a emissora preferiu realocar o autor para a faixa das 22h30, que era destinada à novelas mais densas. Esta foi a primeira telenovela a ter uma continuação desde Os Imigrantes, em 1981 na Band, que gerou Os Imigrantes: Terceira Geração no ano seguinte.
Originalmente a trama se chamaria Caminhos do Coração: A Evolução, porém depois foi alterada para Caminhos do Coração: Parte II e finalmente o título final, Os Mutantes: Caminhos do Coração. Para incrementar a trama, 20 novos personagens foram incorporados, alguns deles que já entraram nos últimos capítulos da primeira novela e outros deixaram a novela devido ao esgotamento de suas histórias. A equipe de efeitos visuais foi ampliada em 25 pessoas adicionais e o número de capítulos aprovados inicialmente foi de 180, embora a novela tenha sido esticada até 242 pela boa audiência registrada. As gravações utilizaram pontos importantes de São Paulo para os confrontos entre mutantes e humanos e os atentados terroristas dos reptilianos, entre eles o Parque da Independência, Museu do Ipiranga, o Viaduto do Chá, a Avenida Paulista, o Parque Ibirapuera, entre outros pontos turísticos.

### Referências

Bianca Rinaldi caracterizada como as gêmeas Maria e Samira durante gravação da novela.

### Mudança do elenco
Lauro César Muniz solicitou a liberação de diversos atores que estavam em Os Mutantes para sua novela, Poder Paralelo, alegando que estes já estiveram em suas tramas anteriores e ele queria trabalhar novamente. O pedido veio em encontro com a avaliação da emissora de que a novela tinha um elenco muito numeroso e alguns atores estavam mal utilizados, precisando realizar cortes. Apesar de Poder Paralelo estrear apenas no início de 2009, as gravações começaram no fim de 2008 e, em setembro, deixaram a trama rumo à novela de Lauro César Gabriel Braga Nunes, Miriam Freeland, Petrônio Gontijo, Fernanda Nobre, Karen Junqueira e Jean Fercondini – além de Tuca Andrada, que saiu em novembro.

## Enredo
Após tomar o elixir da juventude e voltar a ter 30 anos para escapar da prisão, Drª Júlia (Ittala Nandi) passa a comandar o laboratório sob o nome de Juli (Babi Xavier), dizendo que era assistente da médica. A existência dos mutantes toma conhecimento público e o DEPECOM (Departamento de Pesquisa e Controle dos Mutantes) intervém para controlá-los, porém quando os delegados Fredo (Petrônio Gontijo) e Marta (Mirian Freeland) desaparecem, quem assume o departamento é Ferraz (Juan Alba), um homem vil que promove uma "caça às bruxas". Ao herdar a fortuna de seu pai biológico, Maria (Bianca Rinaldi) funda na mansão Mayer a Liga do Bem para recrutar mutantes de boa índole junto com Marcelo (Leonardo Vieira), o grande amor de sua vida, além de Toni (Paulo Nigro), Cléo (Giselle Policarpo), Noé (Fernando Pavão), Perpétua (Pathy Dejesus), Tati (Letícia Medina), Leonor (Lígia Fagundes) e Janete (Liliana Castro) que tem uma visão que duas crianças devem ser salvas de uma terrível conspiração.
A principal rival da liga é Samira (Bianca Rinaldi), que é irmã gêmea de Maria enviada por Juli para acabar com a rival, sendo tão poderosa quanto ela, embora seja mais bem treinada. Gór (Julianne Trevisol) funda a Liga Bandida contra a Liga do Bem, junto com outros seres perigosos, como Metamorfo (Sacha Bali), Draco (Rômulo Estrela), Telê (Rômulo Neto), Lino (Mário Frias) e Bianca (Nanda Ziegler). Detetive da DEPECOM, Nati (Maytê Piragibe) investigava o misterioso Valente (Marcos Pitombo) – que ninguém imagina que veio do futuro para impedir a destruição do mundo por reptilianos – porém os dois acabam se apaixonando e enfrentando mais problemas quando a policial se torna vampira e perseguida pelo departamento pelo qual trabalhava. Já na Ilha do Arraial diversos mutantes escapam do laboratório e passam a se enfrentar, entre eles Cris (Maurício Ribeiro), Iara (Suyane Moreira), Hélio (Diego Cristo), Fúria (Karen Junqueira) e Scorpion (José Loreto).
Guiga (Eduardo Lago) tem que lidar com o retorno de sua ex-esposa, Viviane (Flávia Monteiro), uma mulher arrogante e que voltou querendo a guarda dos filhos, Eugênio (Pedro Malta), Ângela (Júlia Maggessi) e Clara (Shaila Arsene), para tentar reprimir seus poderes e fazê-los se comportar como crianças comuns, além de desprezar Érica (Andréa Avancini) por ter criado seus filhos. Batista (Taumaturgo Ferreira) também é surpreendido com a aparição da ex-mulher, Sandra (Cláudia Alencar), que lhe revela ter indo embora grávida dele e lhe apresenta o filho, Tarso (Pedro Nercessian), o que desagrada João (Raul Gazolla), com quem Sandra foi casada nos últimos 16 anos. Em certo momento o elixir da juventude se esgota e Drª Júlia retorna a sua aparência original, revelando que estava por trás dos ataques de Samira e da Liga Bandida, além de se unir com os reptilianos.

## Exibição
Inicialmente exibida de segunda-feira a sábado, Os Mutantes teve os capítulos de sábado abolidos a partir de 15 de novembro, quando passou-se a exibir no horário um compacto com os melhores momentos da semana; porém, um mês depois, voltaram ao normal após reclamações do público. No mês em que foi exibido, o compacto tinha uma audiência média de 10 pontos.

### Reprise
Foi reprisada de 6 de maio a 17 de novembro de 2020, às 16 horas, em 140 capítulos, substituindo Caminhos do Coração e dando prosseguimento à trilogia. A novela não teve substituta, tendo inclusive seu final antecipado devido aos baixos índices de audiência. O espaço em que era exibida passou a ser ocupado por Escrava Mãe, que ganhou mais tempo de duração.

## Elenco
| Intérprete          | Personagem                           |
| ------------------- | ------------------------------------ |
| Bianca Rinaldi      | Maria Beatriz dos Santos Luz Mayer   |
| Bianca Rinaldi      | Samira Mayer                         |
| Leonardo Vieira     | Marcelo Duarte Montenegro            |
| Ittala Nandi        | Drª. Júlia Zaccarias / Juli di Trevi |
| Babi Xavier         | Drª. Júlia Zaccarias / Juli di Trevi |
| Julianne Trevisol   | Górgona Medici Mayer (Gór)           |
| Maytê Piragibe      | Detetive Natália Palmieri (Nati)     |
| Marcos Pitombo      | José da Silva Valente (Valente)      |
| Juan Alba           | Delegado Átila Ferraz (Ferraz)       |
| Tuca Andrada        | Eric Fusilli                         |
| Taumaturgo Ferreira | Tarcísio Batista Figueira (Batista)  |
| Cláudia Alencar     | Sandra Gisa de Albuquerque Andrade   |
| Raul Gazolla        | João Ricardo de Albuquerque Andrade  |
| Rômulo Estrela      | Adriano Valentin (Draco)             |
| Rômulo Arantes Neto | Terêncio Ribeiras (Telê)             |
| Sacha Bali          | Matheus Morpheus Mayer (Metamorfo)   |
| Flávia Monteiro     | Viviane Menezes                      |
| Letícia Medina      | Tatiana Montenegro (Tati)            |
| Cássio Ramos        | Valfredo Pachola (Vavá)              |
| Pedro Malta         | Eugênio Menezes Figueira (Geninho)   |
| Júlia Maggessi      | Ângela Menezes Figueira (Anjinha)    |
| Shaila Arsene       | Clara Menezes Figueira (Clarinha)    |
| Eduardo Lago        | Luís Guilherme Figueira (Guiga)      |
| Andréa Avancini     | Érica Ramos                          |
| Patrycia Travassos  | Irma Mayer                           |
| André de Biase      | Aristóteles Mayer (Ari)              |
| Paulo Nigro         | Antônio Mayer (Toni)                 |
| Liliana Castro      | Janete Fontes Martinelli             |
| Fafá de Belém       | Ana Gabriela dos Santos Luz          |
| Perfeito Fortuna    | Pepe dos Santos Luz                  |
| André Mattos        | Paulo Pachola (Pachola)              |
| Maria Ceiça         | Rosana Magalhães                     |
| José Dumont         | Teófilo Magalhães (Téo)              |
| Juliana Xavier      | Ágata Magalhães                      |
| Sérgio Malheiros    | Áquiles Magalhães                    |
| Cláudio Heinrich    | Danilo Mayer (Danilinho)             |
| Rafaela Mandelli    | Regina Mayer                         |
| Giselle Policarpo   | Cléo Mayer                           |
| Rocco Pitanga       | Armando Carvalho (Carvalho)          |
| Fernando Pavão      | Noel Machado (Noé)                   |
| Felipe Folgosi      | Roberto Duarte Montenegro (Beto)     |
| Théo Becker         | Fernando Biavatti (Cobra)            |
| Jorge Pontual       | Felipe Matoso                        |
| Lígia Fagundes      | Leonor Figueira                      |
| Nanda Ziegler       | Bianca Fischer (Bibi)                |
| Mário Frias         | Lino Rodrigues                       |
| André Segatti       | Ernesto Justo                        |
| Antônio Pitanga     | Nilton Carvalho Pinto (Nil)          |
| Marina Miranda      | Marisa                               |
| Helena Xavier       | Simone dos Santos                    |
| Jonathan Haagensen  | Detetive Miguel Ângelo               |
| Carolina Holanda    | Drª. Gabriela de Souza               |
| Paloma Bernardi     | Luna Reis                            |
| Pedro Nercessian    | Tarso de Albuquerque Andrade         |
| Thiago Gagliasso    | Gaspar                               |
| Maurício Ribeiro    | Cristiano Pena (Cris)                |
| Suyane Moreira      | Iara                                 |
| Pathy Dejesus       | Perpétua Salvador (Mulher-Élétrica)  |
| Louise D'Tuani      | Ísis de Almeida (Mulher-Invisível)   |
| Rafael Zulu         | Diogo Zulu                           |
| Élcio Monteze       | Príncipe Melquior Donato de Agartha  |
| Arthur Lopes        | Luciano Donato                       |
| Marcelo Reis        | Bram                                 |
| Roberta Valente     | Detetive Cláudia                     |
| Milena Ferrari      | Detetive Aline Reis                  |
| Paula Palmieri      | Detetive Hiromi San                  |

### Participações especiais
| Ator                  | Personagem                            |
| --------------------- | ------------------------------------- |
| Gabriel Braga Nunes   | Sigismundo Taveira (Taveira)          |
| Petrônio Gontijo      | Delegado Fredo Cavalcanti             |
| Miriam Freeland       | Delegada Marta Pureza                 |
| Angelina Muniz        | Cassandra Fontes Martinelli           |
| Thaís Fersoza         | Célia de Souza (Celinha)              |
| Cássio Scapin         | César Rubicão                         |
| Preta Gil             | Helga Silva da Silveira Fusily        |
| Fernanda Nobre        | Lúcia Mayer (Lucinha)                 |
| Daniel Aguiar         | Vladmir Pereira (Vlado)               |
| Ingra Liberato        | Sibila Donato, Rainha de Agartha      |
| Victor Wagner         | Adamastor Donato, Rei de Agartha      |
| Carla Regina          | Rainha Formiga                        |
| Diogo Oliveira        | Formigão                              |
| Allan Souza Lima      | Marcos Médici Mayer (Meduso)          |
| Lucci Ferreira        | Detetive Rodolfo Guedes               |
| Jean Fercondini       | Lucas Fontes Martinelli               |
| Sebastião Vasconcelos | Mauro Fontes                          |
| Lana Rodes            | Esmeralda Nascimento                  |
| Nathália Guimarães    | Ariadne Oliveira (Mulher-Aranha)      |
| Myrian Pérsia         | Mariana Mayer                         |
| Helder Agostini       | Demétrio Dantas (Homem-Macaco)        |
| Carolina Magalhães    | Carol Verdi                           |
| José Loreto           | Scorpion                              |
| Karen Junqueira       | Fúria                                 |
| Diego Cristo          | Hélio                                 |
| Rogério Fabiano       | Ezequiel Gottardo / Emmanuel Gottardo |
| Java Mayan            | Joca                                  |
| Bernardo Castro Alves | Rico                                  |
| Lívia Rossi           | Ceres                                 |
| Paulo Reis            | Comandante Kídor                      |
| Marcelo Capobianco    | Comandante Kai                        |
| Alexandre Machafer    | Tsepes                                |
| Gabriel Azevedo       | Stoker                                |
| Cláudio Andrade       | Heraldo                               |
| Andréa Leal           | Rosa Encarnada                        |
| Lance Henriksen       | Dr. Christhopher Walker               |
| Déo Garcez            | Bené                                  |
| Nill Marcondes        | Breno                                 |
| Tina Kara             | Valquíria                             |
| Jonas Torres          | Electron                              |
| Lívia de Bueno        | Joana                                 |
| Fausto Maule          | Lupo                                  |
| Larissa Vereza        | Antônia                               |
| Augusto Vargas        | Meta-Novo                             |
| Nina Morena           | Zaíra                                 |
| Zulma Mercadante      | Pisadeira                             |
| Marcos Suhre          | Homem-Gelo                            |
| Felipe Adler          | Pesadelo                              |
| Gabriel Canela        | Curupira                              |
| Mariana Mamoré        | Juno                                  |
| Karen Marinho         | Magda                                 |
| Gabriel Mazola        | Lúcio                                 |
| Sabrina Rosa          | Gislaine                              |
| Ana Varanda           | Pati                                  |
| Victor Ferreira       | Fog                                   |
| Jean Beppe            | Tufão                                 |
| Daniel Kallon         | Multi                                 |
| Rogério Barros        | Papa-Figo                             |
| Marcelo Ferreira      | Sansão                                |
| Camila Guebur         | Fabiana                               |
| Renata Paschoal       | Nadir                                 |
| Wanda Grandi          | Mulher-Gato                           |
| Ro Santana            | Machadona / Vampirona                 |
| Danilo Sacramento     | Quim                                  |
| Jonathan Nogueira     | Paglia                                |
| Ulisses Silveira      | Nosferatu                             |
| André Santinho        | Tarântula                             |

## Música
A trilha sonora de Os Mutantes foi lançada em 23 de junho de 2008 e teve Bianca Rinaldi na capa caracterizada como as rivais Maria e Samira.
Lista de faixas
| N.º            | Título                           | Música                         | Personagem-tema | Duração |  |
| 1.             | "Planeta Sonho"                  | 14 Bis e Milton Nascimento     | Abertura        | 4:46    |  |
| 2.             | "Show That Girl"                 | Lais Yasmin                    | Gór             | 3:06    |  |
| 3.             | "Barcelona"                      | Paula Toller                   | Maria e Marcelo | 3:42    |  |
| 4.             | "O Astronauta de Mármore"        | Nenhum de Nós                  | Geral           | 3:36    |  |
| 5.             | "Depressa"                       | TNT e Théo Becker              | Geral           | 4:03    |  |
| 6.             | "Reencontro"                     | Rosanah Fienngo e Rodrigo Faro | Luna e Tarso    | 2:23    |  |
| 7.             | "Sonho de Ícaro"                 | Ricky Vallen                   | Crianças        | 3:44    |  |
| 8.             | "Rosa Dos Ventos"                | Chico Buarque                  | Liga do Bem     | 4:32    |  |
| 9.             | "Bilhete"                        | Ivan Lins                      | Guiga e Érica   | 3:42    |  |
| 10.            | "João e Maria"                   | Chico Buarque                  | Eugênio e Ágata | 3:31    |  |
| 11.            | "Mutantes Depois"                | Os Mutantes                    | Liga Bandida    | 3:43    |  |
| 12.            | "Está em Suas Mãos"              | Alexandre Leão                 | Geral           | 4:50    |  |
| 13.            | "Quem Sabe Um Dia a Gente Se Vê" | Donna Lolla                    | Nati e Valente  | 3:28    |  |
| 14.            | "Dúvida"                         | Elba Ramalho                   | Janete e Toni   | 4:09    |  |
| Duração total: | Duração total:                   | Duração total:                 | Duração total:  | 57:22   |  |

## Audiência
Exibição original
Os Mutantes estreou com 24 pontos e picos de 27, sendo a maior audiência em um primeiro capítulo de novelas da RecordTV de todos os tempos. A estreia ficou apenas a 8 pontos de A Favorita, na Rede Globo, que marcou 32. Segundo a imprensa, o sucesso de Os Mutantes foi responsável por fazer a novela da concorrência não atingir índices acima dos 50 pontos, como ocorriam com as antecessoras. A pior média foi registrada no dia 16 de janeiro, quando atingiu apenas 8 pontos. Seu último capítulo marcou uma média de 16 pontos. Teve média geral de 14,3 pontos, a terceira maior da RecordTV, atrás apenas de Prova de Amor com 17 e A Escrava Isaura com 15 – também novelas de Tiago Santiago.
Reprise
Reestreou com 5.7 pontos, assumindo a vice-liderança na faixa vespertina. O segundo capítulo cravou 5.5 pontos. Bateu recorde em 14 de maio de 2020 com 5.9 pontos. Sua pior audiência foi registrada em 28 de agosto de 2020 com 2.9 pontos.
Apresenta médias entre 4 e 5 pontos, ficando com desempenho inferior ao de sua antecessora, além de oscilar várias vezes entre o segundo e o quarto lugar.
O último capítulo, exibido em 17 de novembro de 2020, registrou 5.2 pontos, chegando a assumir o segundo lugar em alguns momentos. Teve média geral de 4.5 pontos, índice inferior à primeira parte da trilogia.

## Prêmios e indicações
| Ano  | Prêmio                    | Categoria                   | Trabalho           | Resultado | Ref.   |
| ---- | ------------------------- | --------------------------- | ------------------ | --------- | ------ |
| 2008 | Prêmio Extra de Televisão | Melhor Maquiagem            | Os Mutantes        | Venceu    | [ 30 ] |
| 2008 | Prêmio Extra de Televisão | Melhor Novela               | Os Mutantes        | Indicado  | [ 30 ] |
| 2008 | Prêmio Extra de Televisão | Atriz Revelação             | Julianne Trevisol  | Indicado  | [ 30 ] |
| 2008 | Prêmio Extra de Televisão | Melhor Ator/Atriz Mirim     | Júlia Maggessi     | Indicado  | [ 30 ] |
| 2008 | Prêmio Quem               | Revelação                   | Julianne Trevisol  | Indicado  |        |
| 2008 | Prêmio Quem               | Melhor Autor                | Tiago Santiago     | Indicado  |        |
| 2009 | Prêmio Contigo!           | Melhor Novela ou Minissérie | Os Mutantes        | Indicado  | [ 31 ] |
| 2009 | Prêmio Contigo!           | Melhor Atriz                | Bianca Rinaldi     | Indicado  | [ 31 ] |
| 2009 | Prêmio Contigo!           | Melhor Ator                 | Leonardo Vieira    | Indicado  | [ 31 ] |
| 2009 | Prêmio Contigo!           | Atriz Revelação             | Nathália Guimarães | Indicado  | [ 31 ] |
| 2009 | Prêmio Contigo!           | Ator Revelação              | Rômulo Estrela     | Indicado  | [ 31 ] |
| 2009 | Prêmio Contigo!           | Ator Revelação              | Marcos Pitombo     | Indicado  | [ 31 ] |
| 2009 | Prêmio Contigo!           | Melhor Atriz Infantil       | Júlia Maggessi     | Indicado  | [ 31 ] |
| 2009 | Prêmio Contigo!           | Melhor Atriz Infantil       | Shaila Arsene      | Indicado  | [ 31 ] |
| 2009 | Prêmio Contigo!           | Melhor Ator Infantil        | Pedro Malta        | Indicado  | [ 31 ] |
| 2009 | Prêmio Contigo!           | Melhor Ator Infantil        | Cássio Ramos       | Indicado  | [ 31 ] |
| 2009 | Prêmio Contigo!           | Melhor Autor                | Tiago Santiago     | Indicado  | [ 31 ] |
| 2009 | Prêmio Contigo!           | Melhor Diretor              | Alexandre Avancini | Indicado  | [ 31 ] |